# Epiglote
A epiglote se encontra no início da laringe e é uma espécie de lâmina que se encontra por detrás da língua e que serve para fechar a ligação da faringe com a glote durante a deglutição. Essa cartilagem evita a comunicação entre os aparelhos respiratório e digestivo. A epiglote funciona como uma espécie de válvula da laringe, que é um dos órgãos do aparelho respiratório.
Durante a deglutição, a laringe se eleva enquanto que nilto a epiglote se abaixa, fechando a entrada da laringe e permitindo a passagem do alimento para o esôfago. Durante a respiração, a epiglote se eleva, mantendo a laringe aberta e permitindo a passagem do ar.
Quando tomamos água, essa tampa se fecha, o líquido corre pelo esôfago e alcança o estômago. Se a epiglote estiver aberta, a água penetrará no sistema respiratório e provocará um acesso de tosse.